# خورخي باسكوال
خورخي باسكوال ميدينا هو لاعب كرة قدم إسباني، من مواليد 9 أبريل 2003، يلعب كمهاجم لفريق فياريال سي.

## مهنة دولية
باسكوال هو لاعب دولي لمنتخب إسبانيا للشباب، لعب مع منتخب إسبانيا تحت 16 سنة في عام 2019. واستدعي إلى اللعب مع فريق تحت 19 عامًا في يناير 2022.

## روابط خارجية
- خورخي باسكوال على موقع قاعدة بيانات كرة القدم.إي يو (الإنجليزية)
- خورخي باسكوال على موقع Soccerway.com (الإنجليزية)